# Stadio General Pablo Rojas
Lo stadio General Pablo Rojas (in spagnolo: Estadio General Pablo Rojas) è un impianto sportivo di Asunción, la capitale del Paraguay. Situato nel quartiere di Barrio Obrero, ospita le partite interne del Cerro Porteño ed ha una capienza di 45.000 spettatori.
È intitolato all'ex-presidente del club Pablo Rojas che guidò la società per quattordici anni.

## Storia
Nel corso della Copa América 1999 ha ospitato l'incontro tra l'Uruguay e la Colombia terminato 0-1 a favore dei Cafeteros.
Tra il giugno 2015 ed il luglio 2017 lo stadio è stato completamente ristrutturato ed ammodernato con una serie di interventi che lo hanno reso l'impianto calcistico più all'avanguardia del Paraguay.